# Державний кордон Білорусі
Державний кордон Республіки Білорусь (біл. Дзяржаўная граніца Рэспублікі Беларусь) — це лінія та вертикальна поверхня, що проходить по цій лінії, що визначають межі території Білорусі по суші, водам, надрам та повітряному просторі. Загальна протяжність кордону складає 3617км.

## Охорона кордону
Охороною державного кордону Білорусі займається прикордонна служба країни, у повітряному просторі охороною займаються військово-повітряні сили Білорусі, також відбувається контроль митними органами.

## Ділянки кордону
Республіка Білорусь межує з п'ятьма країнами: Латвією, Литвою, Росією, Польщою та Україною. На території Білорусі знаходиться анклав Росії — Медвеже-Саньково.
| Держава | Ділянка                       | Довжина (км) | Примітки                            |
| ------- | ----------------------------- | ------------ | ----------------------------------- |
| Литва   | Білорусько-литовський кордон  | 679          |                                     |
| Латвія  | Білорусько-латвійський кордон | 173          |                                     |
| Польща  | Білорусько-польський кордон   | 398          |                                     |
| Росія   | Білорусько-російський кордон  | 1283         | включно з анклавом Медвеже-Саньково |
| Україна | Білорусько-український кордон | 1084         |                                     |

## Пункти пропуску

### Кордон з Латвією
На кордоні Білорусі з Латвією діють такі пункти контролю:
- Автомобільні:
  - Сильене — Урбани
  - Патернієкі — Григорівщина
  - Вецумнієки — Красне
- Залізничні:
  - Індра — Бігосово

### Кордон з Литвою
На кордоні з Литвою функціонують наступні пункти контролю:
- Автомобільні:
  - Медінінкай — Кам'яний Лог
  - Райгардас — Привалка
  - Шальчининкай — Беняконі
  - Лаворішкес — Котловка
- Залізничні:
  - Кяна — Гудогай
  - Стасилос — Беняконі

### Кордон з Польщею
На кордоні Білорусі з Польщею розташовані такі пункти контролю:
- Автомобільні:
  - Бобровники — Берестовиця
  - Кузниця — Брузги
  - Корощин — Козловичі (вантажний)
  - Половці — Піщатка
- Залізничні:
  - Тереспіль — Брест
- Пішохідні:
  - Кузниця — Брузги (тимчасово закритий)

### Кордон з Росією
Кордон між Білоруссю та Росією є відкритим у рамках Союзної держави, однак функціонують деякі пункти контролю для міжнародного сполучення:
- Автомобільні:
  - Редкино — Красна Гірка
  - Лобок — Нові Юрковичі
- Залізничні:
  - Красний Хутір — Злинка

Також 1 лютого 2017 року Росія оголосила про створення прикордонної зони на кордоні з Білоруссю.

### Кордон з Україною
На кордоні з Україною існують пункти контролю:
- Автомобільні:
  - Доманове — Мокрани
  - Вільча — Олександрівка
  - Виступовичі — Нова Рудня
  - Нові Яриловичі — Нова Гута
  - Славутич — Комарин[4]
- Залізничні:
  - Горностаївка — Терюха
  - Заболоття — Хотислав

З 2023 року пропуск через українсько-білоруський кордон зупинено.